# Кузина (фільм)
«Кузина» (італ. «La Pretora») — італійська еротична комедія 1976 року, знята Лучо Фульчі, з Едвіж Фенек у головній ролі.

## Сюжет
Непримиренна суддя міського магістрату Віола Орландо (Едвіж Фенек) стає мішенню для недоброзичливців, які наймають її сестру-близнюка Розу, фотомодель і зірку сумнівних якостей, для того щоб, користуючись абсолютною подібністю, зганьбити Віолу і зруйнувати її репутацію, між дотриманням закону та відмовою від свого суддівського посту заради того, щоб вийти заміж за свого друга дитинства.

## У ролях
- Едвіж Фенек — Віола Орландо / Роза Орландо
- Маріо Марандзана — головна роль
- Карло Спозіто — прокурор
- Вальтер Вальді — головна роль
- Оресте Ліоннелло — Франческо
- Джанні Агус — Анджело Скотті
- Джанні Соларо — роль другого плану
- П'єро Палерміні — Карл Салесман
- Лука Спортеллі — Тоні
- Галліано Сбарра — роль другого плану
- П'єтро Торді — роль другого плану
- Мікеле Маласпіна — роль другого плану
- Енріко Марчані — роль другого плану
- Альба Майоліні — роль другого плану
- Джанкарло Детторі — роль другого плану
- Маріна Хедман — роль другого плану

## Знімальна група
- Режисер — Лучо Фульчі
- Сценаристи — Франко Маротта, Лаура Тоскано, Франко Меркурі
- Оператор — Лучано Трасатті
- Композитор — Ніко Фіденко
- Художник — Еуженіо Ліверані